# CFL 2000
De 2000 is een serie van 22 tweedelige elektrische treinstellen voor het regionaal personenvervoer van de Chemins de fer luxembourgeois (CFL), de nationale spoorwegonderneming van Luxemburg.

## Constructie en techniek
De trein is opgebouwd uit een stalen frame. Deze treinen kunnen tot drie stuks gecombineerd in treinschakeling rijden.
Het treinstel werd ontworpen door Francorail en Ateliers de construction du Nord de la France (AFN) en voor de CFL gebouwd door De Dietrich Ferroviaire. Deze treinen maken deel uit van de familie Z2 van de Franse spoorwegen (SNCF).

## Inzet
Deze treinen werden door de Chemins de fer luxembourgeois (CFL) in een pool met de Société nationale des chemins de fer français (SNCF) van het soortgelijke type Z 11500 ingezet op het traject: Luxemburg - Metz - Nancy. CFL gebruikt ze tevens voor het traject Bettembourg - Dudelange - Volmerange-les-mines (Diddelenger Stadbunn).
Enkele treinstellen dragen de naam van een plaats langs de CFL-routes: 2001 Mersch, 2003 Betzdorf, 2004 Pétange en 2018 Troisvierges.
Tegenwoordig worden de stellen voornamelijk ingezet op de trajecten: 
- Luxemburg - Ettelbruck - Diekirch;
- Kautenbach - Wiltz;
- Bettembourg - Volmerange les Mines;
- Noertzange - Rumelange;
- Esch sur Alzette - Audun le Tiche.

## Interieurfoto's

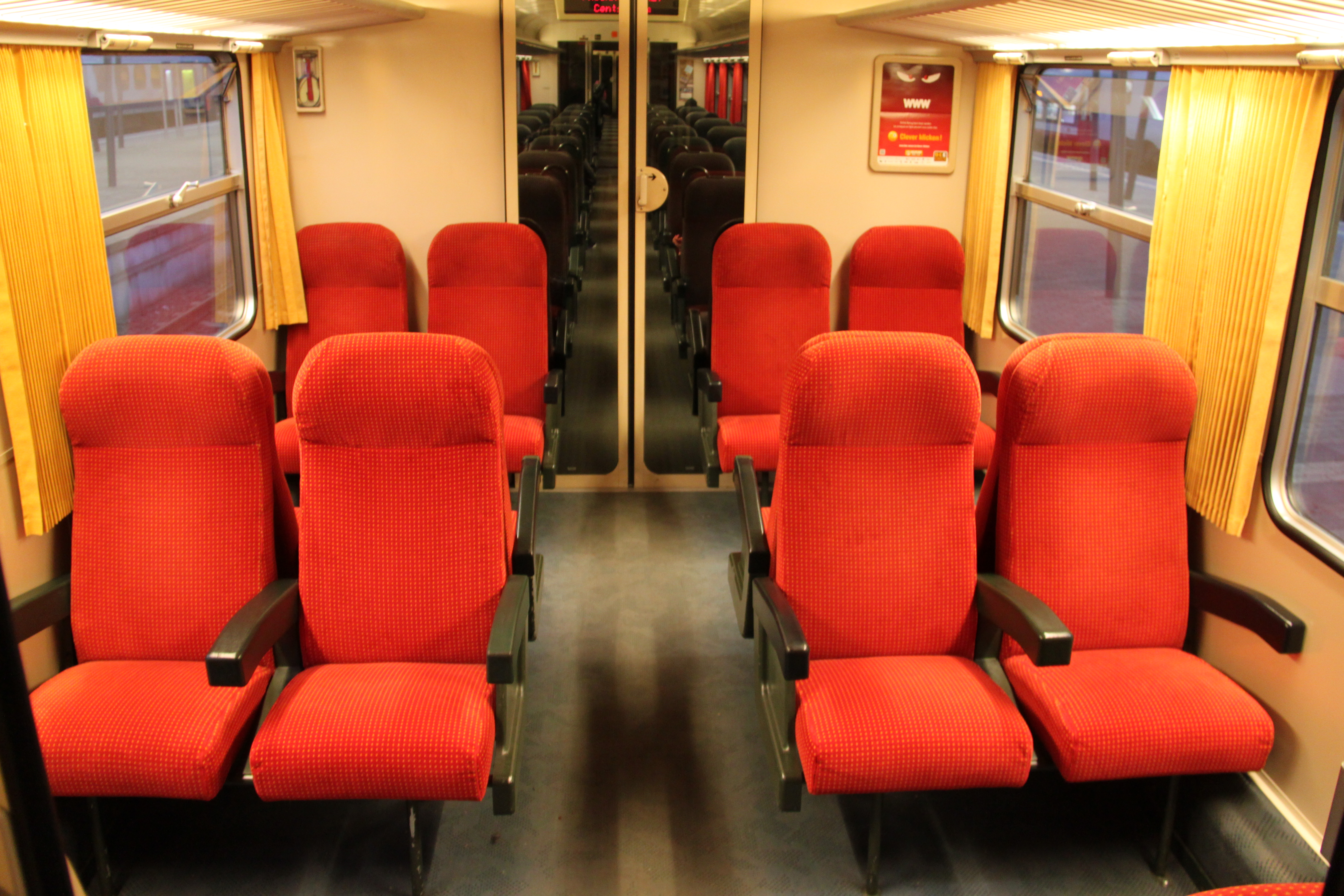
Interieur eerste klasse
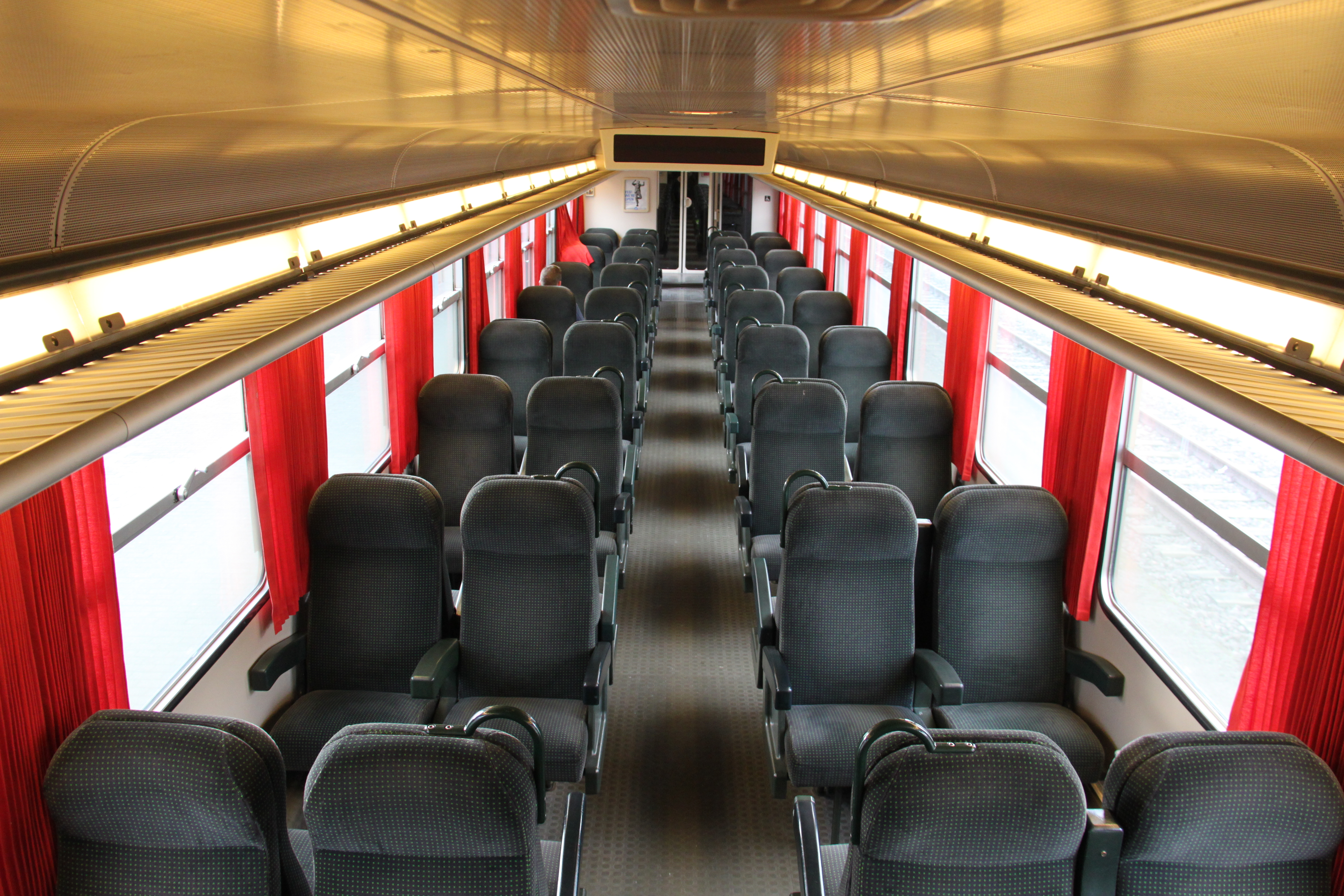
Interieur tweede klasse.